# غونزالو ديلغراس
غونزالو ديلغراس (بالإسبانية: Gonzalo Delgrás) (و. 1897 – 1984 م) هو مخرج أفلام، وكاتب سيناريو إسباني، ولد في برشلونة، بدأ مشواره المهني سنة 1939، توفي في مدريد، عن عمر يناهز 87 عاماً.

## وصلات خارجية
- غونزالو ديلغراس على موقع IMDb (الإنجليزية)
- غونزالو ديلغراس على موقع ألو سيني (الفرنسية)
- غونزالو ديلغراس على موقع قاعدة بيانات الفيلم (الإنجليزية)
- غونزالو ديلغراس على موقع كينوبويسك (الروسية)

- غونزالو ديلغراس في قاعدة بيانات الأفلام على الإنترنت